# Diuris tricolor
Diuris tricolor é uma espécie geófita pertencente à família das orquídeas, ou Orchidaceae, endêmica da Austrália, onde ocorre do sudeste de Queensland até Nova Gales do Sul. Habitam áreas abertas de clima marcadamente sazonal, de modo que esta espécie têm períodos diferentes de crescimento, floração e dormência.
São plantas herbáceas perenes que podem ser reconhecidas facilmente pela aparência de suas flores cujas pétalas são grandes e voltadas para cima como se fossem as orelhas de um burro. Têm um par de tubérculos despidos, carnosos, e raízes filamentosas. Seus caules são muito curtos, eretos, e dão origem a folhas  basais, longas e estreitas, de margens inteiras, que se confundem com capim. A inflorescência é racemosa, com flores ressupinadas com segmentos livres; pétalas com istmo basal, sépala dorsal tombada sobre a coluna, mais curta e larga que as laterais, estas paralelas atrás do labelo; labelo tri-lobulado, com os lobos laterais inicialmente ao lado da coluna e então explanados; Coluna curta, apoda, com asas laterais estreitas, fundidas na base e paralelas à coluna; Antera bi-locular dorsal ereta com duas polínias brancas clavadas aderidas ao viscídio e rostelo praticamente livre. São polinizadas por pequenas abelhas, que também polinizam as flores da família Fabaceae, uma vez que suas flores imitam as flores desta família. Ocasionalmente podem ser polinizadas por moscas ebesouros. Seus frutos são capsulares, de paredes finas, contendo entre 30 e 500 sementes minúsculas.
Esta espécie pertence a um grupo de espécies caracterizado por ter flores normalmente brancas, malva, ou rosadas, raro amarelas, sépalas laterais muito longas e penduradas, calo com duas carenas.

## Publicação e sinônimos
- Diuris tricolor Fitzg., J. Bot. 23: 157 (1885).

Sinônimos heterotípicos: 
- Diuris sheaffiana Fitzg., Austral. Orch. 2(4): 28 (1891).

- Diuris colemaniae Rupp, Victorian Naturalist 57: 63 (1940).